# Трисонг Децен
Трисонг Децен е тибетски император, управлявал от 755 г. до 797 или 804 г. Той е втори от тримата Дхарма-крале, и има ключова роля в преноса и установяването на будизма от Индия в Тибет и по-специално на Нингма или старата школа на тибетския будизъм.

## Семейство
Трисонг Децен има пет съпруги, всичките от аристократични родове. Според биографията на Падмасамбхава кралската съпруга, принцесата на Карчен Йеше Цогял става партньорка и важна ученичка на тантричния йогин. Впоследствие тя не само записва неговите учения, но тя самата постига пълна реализация.  Друга от тях, неговата главна съпруга и майка на техния наследник, Це Понгца била привърженичка на Бон – старата традиция на Тибет и се борила против установяването на Будизма. Една от кралските дъщери била Пема Сал, на която Падмасамбхава поверил важни будистки скрити съкровища или терми. 
Тибетската империя била започнала да бележи известен спад след голямото разширение при Сонгцен Гампо, първият Дхарма-крал. По време на царуването на Трисонг Децен този процес продължава и Тибет загубва контрол над няколко провинции на Туркестан, Непал започва бунтове, а арабите започват да съперничат на властта му в западните земи на империята.

## Дебати
Крал Трисонг Децен организира широко известните двугодишни дебати от 792 до 794 г. известни в Западния Свят като „Съветът в Лхаса“. Това не е съвсем точно, защото мястото е манастирът Самйе и е на известно разстояние извън града. Диспутът е между китайският майстор на медитацията от Чан Мохеян (който представя третата документирана вълна на разпространение на Чан в Тибет) и учения Камалашила, ученик на Шантаракшита. Фактически това е дебат между индийската и китайската будистки традиции представяни в Тибет. Подкрепян и от самия крал Камалашила удържа победа за своя постепенен подход включващ култивирането на шестте парамити. 

## Издигането наСтупа
Традиционно името на Трисонг Децен се свързва с издигането на Ступата Бода в долината на Катманду в Непал.  От друга страна ролята на Падмасамбхава е в установяването Будистката Тантра в Тибет. По такъв начин в страната се установява както тантричната приемственост на Падмасамбхава, така и класическия философски подход на Шантаракшита и неговия ученик Камалашила.

## Оттегляне, смърт и наследяване
Трисонг Децен има четирима синов: Мутри Ценпо, Муне Ценпо, Мутик Цемпо и Триде Сонгцен. Първородният син, Мутри Ценпо умира млад и когато кралят се оттегля от властта и заминава за Зункар през 797 г. предава властта на втория син Муне Ценпо.